# Pierangela Baronchelli
Pierangela Baronchelli (Clusone, 8 novembre 1972) è un'ex fondista di corsa in montagna e siepista italiana.

## Biografia
È stata a più riprese primatista italiana dei 3000 siepi, prima nel 2001 (quando tra il 7 ed il 25 giugno ha migliorato per due volte il primato italiano in tre settimane, rispettivamente con tempi di 10'30"47 e 10'19"37), e successivamente con il tempo di 10'13"33 stabilito il 27 luglio 2002 a Danzica, suo miglior tempo in carriera; nel 2001 è stata inoltre la prima campionessa italiana della storia su tale distanza, con il tempo di 10'19"52, mentre l'anno seguente ha conquistato una medaglia d'argento ai campionati italiani ed ha partecipato alla Coppa Europa di atletica leggera 2002, ad Annecy, piazzandosi in quinta posizione nei 3000 siepi. Il 15 luglio 2002 ad Ancona ha inoltre stabilito il nuovo record italiano nei 2000 siepi, in 6'38"28, primato che è rimasto poi tale fino al 13 luglio 2007.
Tra il 1998 ed il 2001 ha partecipato a quattro edizioni consecutive dei Mondiali di corsa in montagna, piazzandosi rispettivamente in quattordicesima, quinta, decima e dodicesima posizione, e vincendo 3 medaglie d'oro ed una medaglia d'argento a squadre; nel 2005 ha partecipato ad un ulteriore Mondiale, piazzandosi in decima posizione e vincendo la sua quarta medaglia d'oro a squadre in carriera.
Ha inoltre preso parte anche a tre Europei di corsa in montagna, nel 1998, anno in cui ha vinto un bronzo individuale ed un oro a squadre, e successivamente nel 2000 e nel 2001, anni in cui si è piazzata rispettivamente in diciassettesima ed in quarta posizione, conquistando anche un oro ed un bronzo a squadre.
Nel 2007 ha inoltre vinto una medaglia d'oro ai campionati europei di skyrunning, competizione in cui nel 2008 ha invece vinto una medaglia d'argento.

## Palmarès
| Anno | Manifestazione                | Sede                  | Evento         | Risultato | Prestazione | Note |
| ---- | ----------------------------- | --------------------- | -------------- | --------- | ----------- | ---- |
| 1998 | Mondiali di corsa in montagna | Riunione              | Corsa seniores | 14ª       |             |      |
| 1998 | Mondiali di corsa in montagna | Riunione              | A squadre      | Oro       | 18 p.       |      |
| 1998 | Europei di corsa in montagna  | Sestriere             | Corsa seniores | Bronzo    | 36'14"      |      |
| 1998 | Europei di corsa in montagna  | Sestriere             | A squadre      | Oro       | 6 p.        |      |
| 1999 | Mondiali di corsa in montagna | Kinabalu              | Corsa seniores | 5ª        | 39'58"      |      |
| 1999 | Mondiali di corsa in montagna | Kinabalu              | A squadre      | Oro       | 10 p.       |      |
| 2000 | Mondiali di corsa in montagna | Bergen                | Corsa seniores | 10ª       | 51'58"      |      |
| 2000 | Mondiali di corsa in montagna | Bergen                | A squadre      | Argento   | 27 p.       |      |
| 2000 | Europei di corsa in montagna  | Miedzygorze           | Corsa seniores | 17ª       |             |      |
| 2000 | Europei di corsa in montagna  | Miedzygorze           | A squadre      | Oro       | 19 p.       |      |
| 2001 | Mondiali di corsa in montagna | Arta Terme            | Corsa seniores | 12ª       |             |      |
| 2001 | Mondiali di corsa in montagna | Arta Terme            | A squadre      | Oro       | 38 p.       |      |
| 2001 | Europei di corsa in montagna  | Cerklje na Gorenjskem | Corsa seniores | 4ª        | 58'39"      |      |
| 2001 | Europei di corsa in montagna  | Cerklje na Gorenjskem | A squadre      | Bronzo    | 45 p.       |      |
| 2005 | Mondiali di corsa in montagna | Wellington            | Corsa seniores | 10ª       | 44'10"      |      |
| 2005 | Mondiali di corsa in montagna | Wellington            | A squadre      | Oro       | 25 p.       |      |

## Campionati nazionali
1988
- Oro ai campionati italiani allievi di corsa in montagna

2000
- 13ª ai campionati italiani di corsa campestre - 30'12"
- Oro ai campionati italiani di corsa in montagna

2001
- Oro ai campionati italiani assoluti, 3000 m siepi - 10'19"52

2002
- Argento ai campionati italiani assoluti, 3000 m siepi - 10'17"80

2005
- Bronzo ai campionati italiani di corsa in montagna[9]

2006
- 6ª ai campionati italiani di corsa in montagna[10]

2008
- Oro ai campionati italiani di skyrunning[11]

## Altre competizioni internazionali
1994
- Oro al Trofeo Alberto Zanni ( Vertova)[12]
- Argento al Cross della Vallecamonica

1999
- Oro al Trofeo Alberto Zanni ( Vertova)[12]

2000
- 17ª al Campaccio ( San Giorgio su Legnano) - 21'18"
- Oro al Trofeo Alberto Zanni ( Vertova)[12]
- Oro al Trofeo Vanoni ( Morbegno) - 22'33"[13]

2001
- Bronzo alla Stralivigno ( Livigno), 22 km - 1h27'31"
- Oro al Trofeo Alberto Zanni ( Vertova)[12]
- Oro al Cross della Badia ( Badia), percorso corto[14]

2002
- 5ª in Coppa Europa ( Annecy), 3000 m siepi - 10'24"49

2005
- 5ª in classifica generale in Coppa del mondo di corsa in montagna 2005
- Argento alla Mezza maratona di Pavia ( Pavia) - 1h17'32"
- Oro al Trofeo Alberto Zanni ( Vertova)[12]
- Argento al Fletta Trail ( Malonno) - 36'22"[15]
- 5ª al Grand Prix Montagne Olimpiche ( Sauze d'Oulx), 8,36 km - 40'19"
- Argento alla Scalata dello Zucco	( San Pellegrino Terme), 7 km - 43'25"[16]

2006
- 4ª al Memorial Partigiani Stellina ( Costa Rosa), 8,1 km - 52'06"[17]

2007
- Oro agli Skyrunning European Championships ( Poschiavo), 31 km - 3h21'07"
- Bronzo alla Orobie Skyride[18]
- Oro alla Skyrace Valmalenco Valposchiavo ( Lanzada), 30 km - 3h21'07"
- Oro alla Maga SkyRace ( Oltre il Colle), 24,7 km - 2h43'31"
- Oro al Giro delle Casere ( Taleggio), 24 km - 2h43'27"[19]
- Oro alla Erta di corsa, 14 km - 1h29'45"[20]
- Bronzo alla Maratonina in Montagna di San Genesio ( San Genesio Atesino) - 1h27'51"[1]
- Argento al Memorial Partigiani Stellina ( Costa Rosa), 8,1 km - 51'32"
- Oro alla Luzzeno-Manavello ( Mandello del Lario) - 35'16"[21]
- Bronzo alla Mare-Montagna ( Dorgali)[22]

2008
- Argento agli Skyrunning European Championships ( Zegama), 42,195 km - 5h12'04"
- Bronzo alla Dolomites Skyrace ( Canazei)
- Oro alla Sentiero 4 Luglio ( Corteno Golgi) - 5h29'05"[23]
- Oro alla Quattro passi in casa nostra skyrace ( Sondalo) - 2h34'23"[24]
- Bronzo agli Sky Games - SkyRace, 23,5 km - 2h36'29"
- Bronzo alla Maratonina in Montagna di San Genesio ( San Genesio Atesino) - 1h29'26"[25]
- 4ª alla Mare-Montagna ( Dorgali) - 27'51"[26]
- Oro alla Valetudo Skyrace ( Almenno San Salvatore), 21,05 km - 2h09'33"[27]
- Argento agli Sky Games - Kilometro verticale, 2,6 km - 43'46"